# Michael Page (zawodnik MMA)
Michael Jerome Reece-Page (ur. 7 kwietnia 1987 w Londynie) – angielski zawodnik MMA, bokser oraz kick-bokser. Przez wiele lat związany z federacją Bellator MMA, w której był pretendentem do pasa wagi półśredniej. Od 25 października 2023 jest zawodnikiem UFC.

## Życiorys
Page urodził się w Londynie jako syn Curtisa Page'a i Pauline Reece, którzy oboje praktykowali kung fu Lau Gar. Jego ojciec, pracownik British Telecom, pochodził z Trynidadu, a jego matka, pielęgniarka, pochodziła z Jamajki. Page jest bratankiem ze strony matki mistrza Lau Gar Stana Browna, który był także instruktorem swojego ojca. Ma dziewięcioro rodzeństwa, z których troje jest adoptowanych. Page uczęszczał do szkoły Quintin Kynaston School w St John's Wood wraz z olimpijskim judokiem Ashley McKenzie. Ponieważ prawie wszyscy w jego rodzinie uprawiali sztuki walki, uważał za naturalne pójść w ich ślady.

## Osiągnięcia

### Kickboxing
- 1998: Mistrz ISKA US Open (Semi-Contact)[11]
- 2007: Mistrz WAKO (Semi-Contact) w kat. -89 kg[12]
- 2008: Mistrz WAKO Austrian Classics (Semi-Contact) w kat. -84 kg[13]
- 2008: Srebrny medalista WAKO Irish Open (Semi-Contact) w kat. -84 kg[14]
- 2009: Mistrz WAKO Austrian Classics (Semi-Contact) w kat. -84 kg[15]
- 2009: Mistrz WAKO Austrian Classics (Light Contact) w kat. -84 kg[15]
- 2009: Srebrny medalista WAKO Irish Open (Semi-Contact) w kat. -84 kg[16]
- 2009: Srebrny medalista WAKO (Semi-Contact) w kat. -84 kg[17]
- 2009: Mistrz świata WKA (Semi-Contact) w kat. Open[18]
- 2009: Brązowy medalista WKA (Light Contact) w kat. -90 kg[19]
- 2010: Srebrny medalista World Combat Games (Semi-Contact) w kat. -84 kg[20]
- 2011: Srebrny medalista WAKO Irish Open (Semi-Contact) w kat. -84 kg[21]

### Mieszane sztuki walki
- 2019: Półfinalista Grand Prix wagi półśredniej Bellatora
- Najwięcej zwycięstw przed czasem w historii dywizji półśredniej Bellatora (10)[22]
- Najwięcej zwycięstw przez nokaut w historii dywizji półśredniej Bellatora (9)[22]
- Remis (z Patricky Pitbull) pod względem ilości zwycięstw przez nokaut w historii Bellatora (11)[22]

- Nokaut Roku 2016 według portalu World MMA Awards (na Evangelista Santos)[23]
- Nokaut Roku 2016 według portalu Sherdog (na Evangelista Santos)[24]
- Nokaut Roku 2016 według portalu Bleacher Report (na Evangelista Santos)[25]
- Nokaut Roku 2016 według portalu MMAjunkie (na Evangelista Santos)[26]
- Najbardziej dewastujący Nokaut Roku 2016 według theScore[27]

## Lista walk w MMA
| Wynik     | Bilans | Przeciwnik (bilans przed walką) | Rozstrzygnięcie                             | Runda | Czas | Rozgrywki                            | Data       | Miejsce      | Uwagi                                                                               |
| --------- | ------ | ------------------------------- | ------------------------------------------- | ----- | ---- | ------------------------------------ | ---------- | ------------ | ----------------------------------------------------------------------------------- |
| Wygrana   | 24-3   | Jared Cannonier (18-8)          | Decyzja (jednogłośna)                       | 3     | 5:00 | UFC 319                              | 16.08.2025 | Chicago      |                                                                                     |
| Wygrana   | 23-3   | Szarabutdin Magomiedow (15-0)   | Decyzja (jednogłośna)                       | 3     | 5:00 | UFC Fight Night: Adesanya vs. Imavov | 01.02.2025 | Rijad        | Pojedynek w kategorii średniej. Co-Main Event.                                      |
| Przegrana | 22-3   | Ian Machado Garry (14-0)        | Decyzja (jednogłośna)                       | 3     | 5:00 | UFC 303                              | 29.06.2024 | Las Vegas    |                                                                                     |
| Wygrana   | 22-2   | Kevin Holland (25-10. 1 NC)     | Decyzja (jednogłośna)                       | 3     | 5:00 | UFC 299                              | 09.03.2024 | Miami        | Debiut w UFC.                                                                       |
| Wygrana   | 21-2   | Goiti Yamauchi (28-5)           | TKO (kopnięcie)                             | 1     | 0:26 | Bellator 292                         | 10.03.2023 | San Jose     |                                                                                     |
| Przegrana | 20-2   | Logan Storley (13-1)            | Decyzja (niejednogłośna)                    | 5     | 5:00 | Bellator 281: MVP vs. Storley        | 13.05.2022 | Londyn       | Pojedynek o tymczasowy pas mistrzowski Bellator MMA w wadze półśredniej. Main Event |
| Wygrana   | 20-1   | Douglas Lima (32-9)             | Decyzja (niejednogłośna)                    | 3     | 5:00 | Bellator 267: Lima vs. MVP 2         | 01.10.2021 | Londyn       | Main Event                                                                          |
| Wygrana   | 19-1   | Derek Anderson (17-3)           | TKO (przerwanie przez lekarza)              | 1     | 5:00 | Bellator 258                         | 07.05.2021 | Uncasville   |                                                                                     |
| Wygrana   | 18-1   | Ross Houston (8-0)              | Decyzja (jednogłośna)                       | 3     | 5:00 | Bellator 248: Kongo vs. Johnson 2    | 10.10.2020 | Paryż        |                                                                                     |
| Wygrana   | 17-1   | Shinsho Anzai (9-3)             | KO (ciosy piesciami)                        | 2     | 0:23 | Bellator 237: Fedor vs. Rampage      | 29.12.2019 | Saitama      |                                                                                     |
| Wygrana   | 16-1   | Gianni Melillo (13-4)           | KO (prawy cios)                             | 1     | 1:47 | Bellator London                      | 23.11.2019 | Londyn       | Main Event                                                                          |
| Wygrana   | 15-1   | Richard Kiely (3-1)             | KO (latające kolano)                        | 1     | 2:41 | Bellator 227: Gallagher vs. Salazar  | 27.09.2019 | Dublin       | Co-Main Event                                                                       |
| Przegrana | 14-1   | Douglas Lima (30-7)             | KO (podbródkowy)                            | 2     | 0:35 | Bellator 221                         | 11.05.2019 | Rosemont     | Półfinał Grand Prix Bellator MMA w wadze półśredniej. Co-Main Event                 |
| Wygrana   | 14-0   | Paul Daley (40-16-2)            | Decyzja (jednogłośna)                       | 5     | 5:00 | Bellator 216                         | 16.02.2019 | Uncasville   | Ćwierćfinał Grand Prix Bellator MMA w wadze półśredniej. Main Event                 |
| Wygrana   | 13-0   | David Rickels (19-4)            | TKO (wycofanie się)                         | 2     | 0:43 | Bellator 200: London                 | 25.05.2018 | Londyn       | Co-Main Event                                                                       |
| Wygrana   | 12-0   | Fernando Gonzalez (25-13)       | Decyzja (niejednogłośna)                    | 3     | 5:00 | Bellator 165                         | 19.11.2016 | San Jose     | Co-Main Event                                                                       |
| Wygrana   | 11-0   | Evangelista Santos (21-17)      | TKO (latające kolano)                       | 2     | 4:31 | Bellator 158: London                 | 16.07.2016 | Londyn       |                                                                                     |
| Wygrana   | 10-0   | Jeremie Holloway (7-1)          | Poddanie (dźwignia na achillesa)            | 1     | 2:15 | Bellator 153                         | 22.04.2016 | Uncasville   |                                                                                     |
| Wygrana   | 9-0    | Charlie Ontiveros (6-3)         | TKO (ciosy łokciami)                        | 1     | 3:20 | Bellator 144                         | 23.10.2015 | Uncasville   |                                                                                     |
| Wygrana   | 8-0    | Rudy Bears (16-13)              | KO (ciosy pięściami)                        | 1     | 1:05 | Bellator 140                         | 17.07.2015 | Uncasville   |                                                                                     |
| Wygrana   | 7-0    | Nah-shon Burrell (10-4)         | Decyzja (jednogłośna)                       | 3     | 5:00 | Bellator 128                         | 10.10.2014 | Thackerville | Co-Main Event                                                                       |
| Wygrana   | 6-0    | Ricky Rainey (9-2)              | TKO (ciosy pięściami)                       | 1     | 4:29 | Bellator 120                         | 17.05.2014 | Southaven    |                                                                                     |
| Wygrana   | 5-0    | Ramdan Mohamed (2-0)            | Poddanie (duszenie zza pleców)              | 1     | 3:48 | Super Fight League 15                | 12.04.2013 | Mumbaj       | Walka w wadze średniej.                                                             |
| Wygrana   | 4-0    | Ryan Sanders (4-3)              | KO (ciosy)                                  | 1     | 0:10 | Bellator 93                          | 21.03.2013 | Lewison      | Debiut w Bellator MMA                                                               |
| Wygrana   | 3-0    | Haitham El-Sayed (6-0)          | TKO (przerwanie przez lekarza)              | 1     | 2:15 | Super Fight League 7                 | 02.11.2012 | Mumbaj       |                                                                                     |
| Wygrana   | 2-0    | Miguel Bernard (0-4)            | Poddanie (dźwignia prosta na staw łokciowy) | 1     | 1:43 | UCMMA 27                             | 07.04.2012 | Londyn       | Limit umowny -79,8 kg.                                                              |
| Wygrana   | 1-0    | Ben Dishman (0-0)               | TKO (kopnięcie tornado)                     | 1     | 1:05 | UCMMA 26: The Real Deal              | 04.02.2012 | Londyn       | Debiut w zawodowym MMA.                                                             |

## Lista zawodowych walk bokserskich
| Wynik   | Bilans | Przeciwnik (bilans przed walką) | Rozstrzygnięcie       | Runda | Czas | Data       | Miejsce | Uwagi         |
| ------- | ------ | ------------------------------- | --------------------- | ----- | ---- | ---------- | ------- | ------------- |
| Wygrana | 2-0    | Michał Ciach (1-5)              | KO (ciosy pięściami)  | 2     | 0:18 | 15.06.2018 | Londyn  |               |
| Wygrana | 1-0    | Jonathan Castano (2-11-1)       | TKO (ciosy pięściami) | 3     | 2:15 | 20.10.2017 | Londyn  | Co-Main Event |